# ダイシング

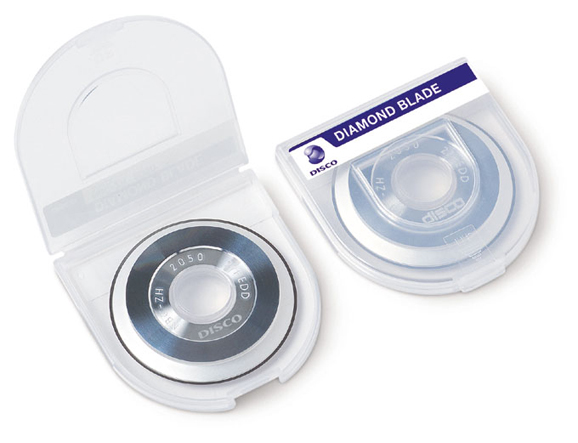
ダイシングブレード

ダイシング（英語: dicing または die cutting）とは、半導体のウェハー上に形成された集積回路などを、ダイシングソーでウェハーを切削して切り出し、チップ化する工程である。
ウェハー上に形成された集積回路を狂いなく切断し、1個のチップとしなければならない。ウェハー上のパターンとパターンの間に設ける「しろ」はスペーシング（spacing）またはスクライブライン（scribe line）と呼ばれ、概ね100μm以下である。削り取る幅が狭ければ狭いほど、また加工精度が高ければ高いほど、ウェハーを無駄なく使え利益に直結するため、高精度が求められる。
広義のダイシングでは、スクライブも含むことが多い。狭義のダイシングは、切断の工程そのものを指し、ダイシングブレード（ダイヤモンド製の円形回転刃が主流）を高速回転させ、純水で冷却・切削屑の洗い流しを行いながら切断する。

## 代表的な装置メーカー
- 東京精密
- ディスコ